# Anomala opaconigra
Anomala opaconigra är en skalbaggsart som beskrevs av Frey 1972. Anomala opaconigra ingår i släktet Anomala och familjen Rutelidae. Inga underarter finns listade i Catalogue of Life.